# Чичир (річка)
Чичир, Стецівка — річка в Україні, у Звенигородському районі Черкаської області. Права притока Шполки (басейн Південного Бугу).

## Опис
Довжина річки 18 км, похил річки — 4,2 м/км. Формується з декількох безіменних струмків та багатьох водойм. Площа басейну 60,1 км².

## Розташування
Чичир бере початок на південному заході від села Боровикове. Тече переважно на південний схід через села Козацьке та Чичиркозівку. У селі Стецівка впадає у річку Шполку, ліву притоку Гнилого Тікичу.